# Dama pikowa (film 1916)
Dama pikowa (ros. Пиковая дама, Pikowaja dama) – niemy film rosyjski w reżyserii Jakowa Protazanowa na podstawie opowiadania Aleksandra Puszkina Dama pikowa (1834). Film został nakręcony w 1916 roku w atelier Jermoljewa, a jego premiera odbyła się 19 kwietnia / 2 maja 1916 roku. Dzieło uchodzi za jedno z najlepszych filmów rosyjskiej kinematografii początku XX wieku.

## Fabuła
Jeden z oficerów opowiada podczas gry w karty o swojej starej krewnej hrabinie, której hrabia Saint-Germain wyjawił sekret trzech kart wygrywających z rzędu w grze w faraona. Obecny przy tym Herman, który nigdy nie gra ze strachu przed przegraną, postanawia wydobyć sekret hrabiny. Rozkochuje w sobie jej bratanicę Lizę. Dziewczyna daje mu klucz od domu. Herman w nocy wchodzi do sypialni hrabiny, jednak starucha odmawia ujawnienia sekretu i umiera.
Następnej nocy duch hrabiny pojawia się przed Hermanem i wskazuje na jego trzy szczęśliwe karty – trójkę, siódemkę i asa. Podczas najbliższej rozgrywki w karty Herman stawia cały swój majątek na wskazane trzy karty, jednak zamiast asa odkrywa się dama pikowa. Mężczyzna traci rozum.

## Obsada
- Iwan Mozżuchin – Herman
- Wiera Orłowa (Вера Орлова) – Liza
- Jelizawieta Szebujewa (Елизавета Шебуева) – hrabina
- Gieorgij Azagarow (Георгий Азагаров)
- Tatjana Duwan (Татьяна Дуван) – młoda hrabina
- Polikarp Pawłow (Поликарп Павлов) – mąż hrabiny
- Nikołaj Panow (Николай Панов) – hrabia Saint-Germain

## Twórcy filmu
- Jakow Protazanow – reżyser, scenarzysta
- Fiodor Ocep – scenarzysta
- Jewgienij Sławinski (Евгений Славинский) – zdjęcia
- Władimir Balluziek (Владимир Баллюзек) – scenografia
- S. Lilijenberg (С. Лилиенберг) – scenografia
- Walerij Przybytniewski (Валерий Пшибытневский) – scenografia
- Józef Jermoljew (Иосиф Ермольев) – producent